# Pelastoneurus machakos
Pelastoneurus machakos är en tvåvingeart som beskrevs av Grichanov 2004. Pelastoneurus machakos ingår i släktet Pelastoneurus och familjen styltflugor.
Artens utbredningsområde är Kenya. Inga underarter finns listade i Catalogue of Life.